# BFC Daugavpils
Bērnu Futbola Centrs Daugavpils is een Letse voetbalclub uit Daugavpils. Het stadion Celtnieks is de thuisbasis van de vereniging. De traditionele kleur is blauw.

## Geschiedenis
De club werd op 11 december 2009 opgericht. BFC Daugavpils startte in 2010 in de 1. līga. Tot 2012 werd er onder de naam FC Ditton-Daugava Daugavpils gespeeld als satellietclub van FC Daugava. De naam werd toen BFC Daugava Daugavpils, kortweg BFC Daugava. De club werd in 2013 kampioen, waardoor er in 2014 voor het eerst in de Virslīga gespeeld werd. Dat gebeurt sinds dat jaar onder de huidige naam. In 2016 degradeerde de club, maar in 2018 behaalde het opnieuw promotie.
Dankzij een 5e plaats in het seizoen 2024 plaatste de club zich voor het eerst voor Europees voetbal. Het op de 4e plaats geëindigde Valmiera FC werd, vanwege sjoemelen met licenties, bestraft met terugzetting naar de 3e liga.

## Erelijst
- 1. līga: 2013, 2018

## Eindklasseringen
| 7 |

| 8 |

| 4 |

| 1 |

| 8 |

| 6 |

| 8 |

| 3 |

| 1 |

| 8 |

| 8 |

| 6 |

| 7 |

| 7 |

| 5 |

| Virslīga | 1. līga |

## BFC Daugavpils in Europa
Uitslagen vanuit gezichtspunt BFC Daugavpils
| Seizoen                                                    | Competitie        | Ronde | Land             | Club                | Totaalscore | 1e W    | 2e W    | PUC |
| ---------------------------------------------------------- | ----------------- | ----- | ---------------- | ------------------- | ----------- | ------- | ------- | --- |
| 2025/26                                                    | Conference League | 1Q    | Vlag van Albanië | KS Vllaznia Shkodër | 3-4         | 1-0 (U) | 2-4 (T) | 1.0 |
| Totaal aantal behaalde punten voor UEFA coëfficiënten: 1.0 |                   |       |                  |                     |             |         |         |     |

Zie ook
- Deelnemers UEFA-toernooien Letland
- Ranglijst van alle clubs die in de diverse Europa Cups zijn uitgekomen